# New York City Inferno
Pour plus de détails, voir Fiche technique et Distribution.
New York City Inferno est un film pornographique gay de Jacques Scandelari, sous le pseudonyme de Marvin Merkins, sorti en 1978.

## Synopsis
Le 20 juin 1977, Paul quitte son ami Jérôme pour une semaine à New York. Il lui écrit tous les jours et dans sa dernière lettre, il lui annonce qu’il ne reviendra jamais. Jérôme à son tour part à New York à la recherche de Paul.

## Fiche technique
- Titre original : New York City Inferno
- Autre titre :
- Titre anglais : 
  - Cock Tales
  - From Paris to New York
- Réalisation : Marvin Merkins
- Scénario : Jacques Scandelari sur une idée d'Elliott Stein
- Photographie : François About
- Montage : Quentin Beauchard
- Musique : Jacques Morali
- Producteur : Jean-Pierre Salomon
- Société de production : Les Films de la Troïka et Les Films du Verbois
- Sociétés de distribution : Les Films de la Troïka
- Langues : français
- Format : couleur - 1.33 : 1
- Genre : pornographique
- Durée : 95 minutes
- Dates de sortie : 14 juin 1978  France

## Distribution
- Alain-Guy Giraudon : Jérôme (as Christopher Dock)
- Bob Bleecker : Paul
- John Houston : Rex
- Bill Grove : Joe
- David Charles : Tom
- Luke Morelay : L'oracle
- David Barrow : Keith
- Camille O'Grady : Leather club performer (as Camile O'Grady)
- Dady La Flippée : La fille au tatouage
- Gay Rodger
- Keeson
- Greg Christopher
- Mark Lexington
- Frank Bedford
- Vic Sheridan
- Steven Bank
- Tommy Charles

## Autour du film
New York City Inferno montre des pratiques sadomasochistes entre hommes, comme un précédent film de Scandelari, Homologues. Certaines scènes ont été tournées dans un entrepôt de carcasses de viande, les abattoirs de New York étant un quartier de drague homosexuelle à l'époque.
Le critique Maxime Lachaud le rapproche du documentaire et du cinéma mondo, l'amenant à le « mettre en parallèle avec Cruising (La chasse) (1980) de William Friedkin ou avec un classique du fétichisme porno gay arty comme le surréaliste Falconhead (1976) de Michael Zen ». 

Il le rapproche aussi du cinéma expérimental : 

« Tourné en quatre jours à peine, le film tire sa force de sa richesse de ton et de sa construction quasiment expérimentale. Engagé, excessif, surréaliste, érotique, absurde, ce long métrage est appréciable à plusieurs niveaux. »

Le film a été choisi par Jacques Audiard pour sa carte blanche à l'Étrange Festival de 2014,.